# إيه إتش إس كراب
إيه إتش إس كراب AHS Krab (كراب تعني سلطعون بالبولندية) هو هاوتزر ذاتي الدفع مجنزر من عيار 155 ملم (أو بتعبير أكثر دقة مدفع هاوتزر) تم تصميمه في بولندا بواسطة Centrum Produkcji Wojskowej Huta Stalowa Wola عن طريق الدمج بين شاسيه الهاوتزر الكوري كيه-9 ثاندر وبرج الهاوتزر البريطاني AS-90 Braveheart مع مدفع عيار 155 ملم/52، ونظام تحكم نيراني Topaz من WB Electronics. في نسخة 2011 تم استخدام سبطانة من أنظمة نكستر، وشاسيه من الجيل الجديد EPA-NG، ولكن مع إنتاج عام 2016 تم استخدام شاسيه الهاوتزر كيه-9 ثاندر، وسبطانة المدفع من راينميتال. واعتباراً من عام 2016 بدأ الإنتاج الكامل لـعدد 120 هاوتزر كراب للجيش البولندي. والمخطط بدء بتصنيع 16 هاوتزر تم الانتهاء منها، على أن تكتمل عمليات التسليم بحلول عام 2024.

## التطوير
تم تطوير الهاوتزر كراب AHS Krab في إطار برنامج البحث «ريجينا Regina». كان هدف البرنامج هو بناء قطعة مدفعية بعيدة المدى من عيار 155 ملم، والتي ستستخدم كأصل تسليحي على مستوى الكتيبة. وكان القرار أنه بدلاً من شراء ترخيص لمركبة كاملة، سيتم شراء رخصة مدفع L/52 حديث وكذلك البرج، ويتم تركيبها على الهيكل المطور محليا. وفي عام 1997 تم الإعلان عن منافسة لتوريد قسم المدفع (برج كامل مع المدفع). وكان الهاوتزر البريطاني AS-90M هو الفائز (وكان المنافس الآخر هو الهاوتزر الألماني بي زد إتش 2000)، وفي عام 1999 تم نقل التكنولوجيا إلى مصنع Huta Stalowa Wola.

تم تطوير الهيكل UPG-NG في بولندا بواسطة OBRUM في Gliwice ، من هيكل SPG-1M (والذي تم تطويره بالأساس من الجرار السوفياتي MT-S)، باستخدام أجزاء موحدة مع الدبابة PT-91 Twardy.

اكتمل أول «نموذج أولي Prototype» في عام 2001، والثاني - في العام التالي له، وتم تزويد المثالين الأولين من الهاوتزر (النماذج الأولية) بأنظمة البرج التي تقدمها بي إيه إي سيستمز BAE Systems.
وكان من المخطط أن يكتمل السرب الأول في عام 2008، لكن البرنامج تأخر لأسباب مالية، وأمر الجيش البولندي في عام 2008 بأول دفعة من السرب، والتي تم تجميعها في عام 2012. وكانت تشمل ثماني مدافع (ست مركبات جديدة، ومركبتا النموذج الأولي بعد أن تمت ترقيتهما)، ومركبات قيادة، بالإضافة إلى مركبات ذخيرة ومركبات إصلاح للأسلحة والإلكترونيات، بالإضافة إلى نظام السيطرة النيرانية، وما إلى ذلك.

وفي المنتجات التمهيدية تم استبدال المدافع البريطانية الأصلية بتلك التي قدمتها نيكستر Nexter. كان يتم تنفيذ إطلاق النار بواسطة مدفع جديد تقدمه الشركة المنتجة يتحقق كل شهر حتى نهاية العام (تم اختبار السلاح الثالث في 10 أغسطس في حضور ممثلين من تفتيش الأسلحة والمكتب الرئيسي للقوات الصاروخية والمدفعية للقوات الجوية). وتم تنفيذ أول عملية إطلاق نيران للهاوتزر كراب المكتمل الثالث (والذي تلقى أيضًا عناصر إلكترونية جديدة، طورتها WB Electronics) في 29 يوليو 2011. وتم -في هذا الإطلاق- اختبار تركيز النيران، من بين أشياء أخرى.

واعتبارا من عام 2012، تم بناء نموذجين أوليين وثمانية وحدات كبداية إنتاج (شكلواثنان من بطاريات المدفعية، بأربعة مدافع لكل بطارية) من قبل Huta Stalowa Wola. وفي الفترة 2012-2013، تم استخدام ثمانية هاوتزرات جديدة للاختبارات التي أجراها الجيش البولندي كجزء من وحدة قيادة البطارية «ريجينا».

في نهاية المطاف، أعلنت وزارة الدفاع البولندية في 17 ديسمبر 2014 عن صفقة بقيمة 320 مليون دولار مع شركة سامسونج تيكوين Samsung Techwin الكورية (الآن Hanwha Techwin) لشراء عدد 120 هيكل المدفع كيه-9 ثاندر Chassis ، على أن يتم تسليم أول 24 مركبة في عام 2017 ويتم بناء 96 آخرين -وبموجب ترخيص- في بولندا فيما بين 2018 و 2022.

تم بناء هيكل OBRUM UPG-NG البولندي الأصلي من قبل BUMAR مزود بمحرك S-12U وعناصر أخرى -كعجلات الطريق Road wheels- من الدبابة PT-91 Twardy المستخدمة في ثماني هاوتزرات أولية، وتم التخلي عنها بسبب الشقوق في هيكلها. وتم إيقاف إنتاج محركات S-12U.

تم شحن أول هيكل كيه-9 إلى بولندا لاختباره وإدماجه في يونيو 2015. وتم طرح النموذج الأولي في 24 أغسطس 2015. وقد اجتاز «اختبار قبول النوع Type Acceptance Testing» في أكتوبر 2015. وتم اكتمال اختبار النوع بنجاح في أبريل 2016 مما يسمح بالإنتاج التسلسلي.

في 7 أبريل 2016، اختتمت وزارة الدفاع الوطني والشركة المصنعة مرحلة البحث والتطوير.

وفي 28 أبريل 2016 خلال زيارة رئيس الوزراء البولندي إلى Stalowa Wola تم تسليم اثنين من الهاوتزرات المسلسلة إلى الجيش البولندي. انضموا إلى ثمانية هاوتزرات من النماذج الأولية في مركز تدريب المدفعية في تورون Toruń. وتم استخدامها لوضع معايير العمليات للوحدات القتالية. وخلال حفل التسليم -في 18 نوفمبر 2016- تم قبول تسعة هاوتزرات كراب، في حين كان سبعة آخرون في مرحلة اختبار القبول.

## المواصفات

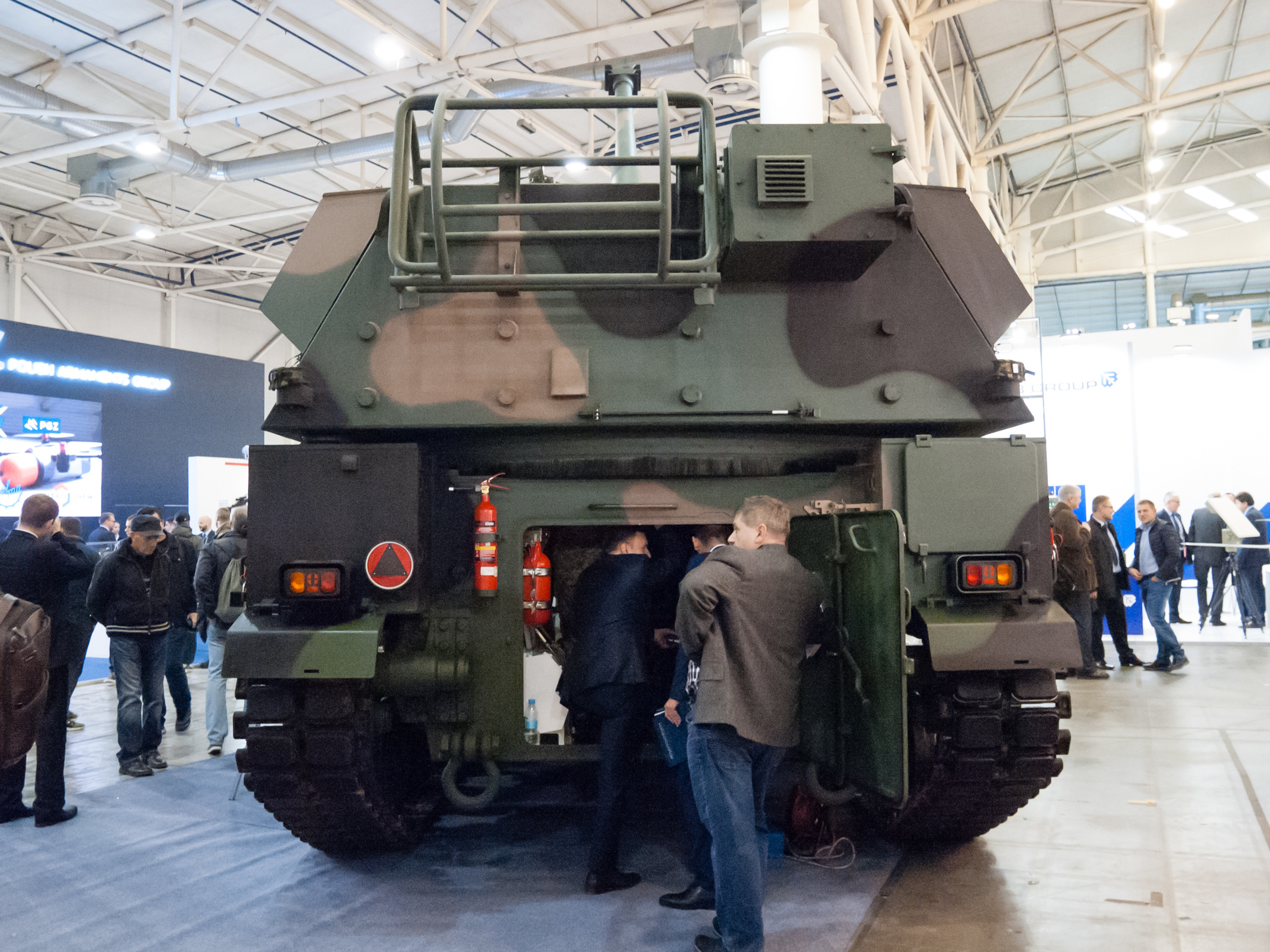
فتحة ولوج وخروج الطاقم

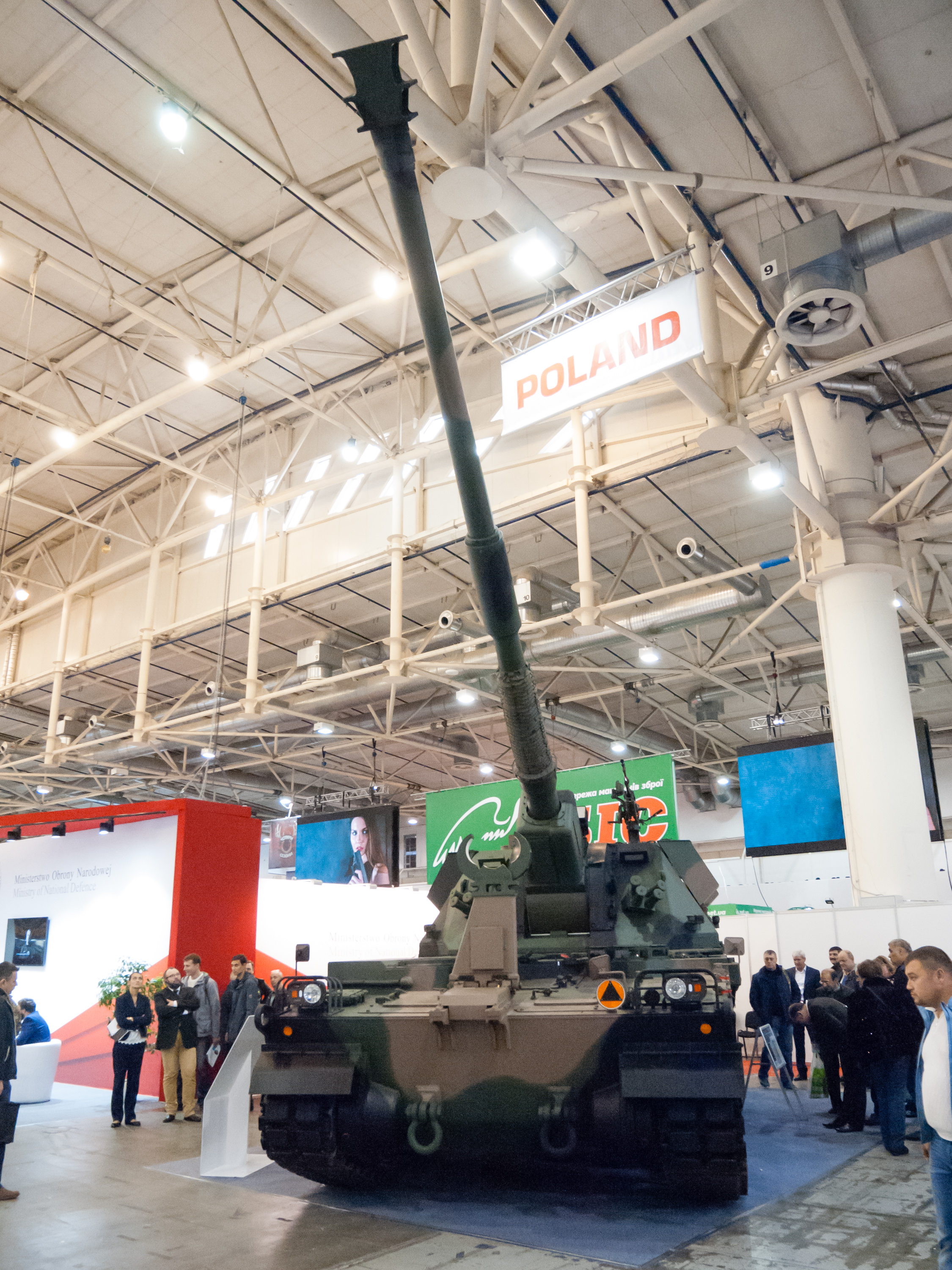
سبطانة المدفع عيار 155 ملم/52

### التصميم والحماية
يتميز بدن الهاوتزر كراب بكونه فولاذي ملحوم بالكامل يوفر الحماية من نيران الأسلحة الصغيرة والشظايا. وتضم المركبة خمسة من أفراد الطاقم، حيث يكون موقع السائق بمقدمة المركبة على الجانب الأيسر، ومجموعة الطاقة Power pack على اليمين إلى الأمام، أما خزانات وقود الديزل فقد وضعت تحت الجزء السفلي من المركبة.
وتم تركيب البرج على الجانب الخلفي للمركبة مع ولوج الطاقم من خلال باب كبير في الجانب الخلفي من الهيكل. وعلاوة على موقع السائق في الجانب الأيسر في الهيكل، فإن باقي أفراد الطاقم (الأربعة الآخرون) يتموقعون بالبرج.

### المحرك وآلية التنقل
يستخدم مدفع هاوتزر الذاتي الحركة المجنزر كراب شاسيه مدفع هاوتزر كيه-9 ثاندر الكوري الجنوبي. ويستخدم المحرك نفسه الذي يستخدمه المحرك كيه-9 وهو محرك ديزل MTU MT 881 Ka-500 والذي يتم فيه التبريد بالماء والذي ينتج 1000 حصان عند 2,700 دورة في الدقيقة، والمقترن بناقل حركة آلي من طراز Allison Transmission X1100-5A3. ويتكون نظام التعليق هيدروبنيوماتيك Hydropneumatic suspension على كل جانب من ستة عجلات طريق مزدوجة ومغطاة بطبقات المطاط مع محرك ضرس (مسنن) في المقدمة، ووصل في المؤخرة وثلاث بكرات لإعادة الجنزير. ويمكن قيادة مركبة الهاوتزر كراب مع مجموعة الحركة الخاصة بالهاوتزر كيه-9، بسرعة قصوى تبلغ 67 كم / ساعة بمدى أقصى يبلغ 650 كم.

### التسليح
مركبة المدفع الهاوتزر ذاتي الدفع كراب مزودة ببرج الهاوتزر البريطاني AS90 Braveheart مع مدفع عيار 155 ملم. ويدور البرج على 360 درجة بشكل مستمرة، وبزوايا رفع للسلاح من -3.5 درجة إلى +70º. وتعمل محركات الرفع والدوران كهربائياً، وبمعدل 10º / ثانية، كما يتم توفير عناصر تحكم يدوية كاملة في حالة تعطل النظام الكهربائي. والتسليح الرئيسي عبارة عن مدفع عيار 155 ملم/52 المصمم والمصنوع بواسطة بي إيه إي سيستمز BAE Systems. ويمكن للمدفع إطلاق جميع المقذوفات القياسية للناتو من عيار 155 ملم، والتي يتراوح مداها بين 4.7 و 40 كم. كما يتيح نظام التحميل الآلي إطلاق المدفع بمعدل ثلاث رشقات في أقل من عشر ثوان، بمعدل مكثف من ست قذائف في الدقيقة لمدة ثلاث دقائق، أو بمعدل قذيفتين في الدقيقة بأداء عالي الكفاءة. يمكن أن تحمل المركبة ما مجموعه 40 قذيفة (29 قذيفة في البرج و 11 في الهيكل). وكتسليح ثانوي -للحماية الذاتية- تزود الفتحة اليسرى على سطح السقف بمدفع رشاش 12.7 ملم والذي يمكن استخدامه ضد الأهداف الجوية والبرية،

كما يتم تركيب أربعة من قاذفات قنابل الدخان 81 ملم على كل جانب في الجزء الأمامي من البرج.

### المراقبة والسيطرة
ويتمتع السائق بغطاء -من قطعة واحدة- مزود ببيريسكوب (منظار) نهاري واسع الزاوية، أو بيريسكوب سلبي للقيادة ليلاً. ويتحكم نظام السيطرة النيرانية ق ZZKO TOPAZ في البرج، والمدفع، والحاسوب وغيرها من النظم الفرعية.

## المشغلين
بولندا: 24 هاوتزر بالخدمة، و 96 آخرين سيتم توريدها.